# Hailerer Sonnenberg und angrenzende Magerasenflächen
Hailerer Sonnenberg und angrenzende Magerasenflächen este o arie protejată (arie specială de conservare — SAC, sit de importanță comunitară — SCI) din Germania întinsă pe o suprafață de 11,15 ha, integral pe uscat.

## Localizare
Centrul sitului Hailerer Sonnenberg und angrenzende Magerasenflächen este situat la coordonatele 50°11′00″N 9°10′32″E / 50.1833°N 9.1756°E.

## Înființare
Situl Hailerer Sonnenberg und angrenzende Magerasenflächen a fost declarat sit de importanță comunitară în noiembrie 2004 pentru a proteja 2 specii de animale. Situl a fost protejat și ca arie specială de conservare în martie 2008.

## Biodiversitate
Situată în ecoregiunea continentală, aria protejată conține 2 habitate naturale: Pajiști uscate seminaturale și facies de acoperire cu tufișuri pe substraturi calcaroase (Festuco-Brometalia) (* situri importante pentru orhidee), Păduri de fag Asperulo-Fagetum.
La baza desemnării sitului se află mai multe specii protejate de  păsări (2): cuc (Cuculus canorus), ciocănitoare pestriță mică (Dendrocopos minor).
Pe lângă speciile protejate, pe teritoriul sitului au mai fost identificate 13 specii de plante, 3 specii de nevertebrate, 1 specie de reptile.